# 巴克 (布鲁姆县)
巴克（英語：Barker）是美国纽约州布鲁姆县的一个镇，地处布鲁姆县北部，位于宾汉姆顿以北。2010年美国人口普查时，该镇有2732人。其名称来源于早期在此的定居者约翰·巴克（John Barker）。